# زائفة مبتذلة
زائفة مبتذلة (الاسم العلمي: Pseudomonas trivialis) هي نوع من البكتيريا تتبع جنس الزائفة من فصيلة الزوائف.